# یاسر ابو بکر
یاسر ابو بکر (انگلیسی: Yasser Abubakar؛ زادهٔ ۱۰ ژانویهٔ ۱۹۹۲) یک ورزشکار است.